# Soing-Cubry-Charentenay
Soing-Cubry-Charentenay est une commune française située dans le département de la Haute-Saône, la région culturelle et historique de Franche-Comté et la région administrative Bourgogne-Franche-Comté.

## Géographie

### Communes limitrophes
| Vanne                       | Fédry et Chantes        | Traves                           |
| Ray-sur-Saône               | Soing-Cubry-Charentenay | Vy-le-Ferroux Noidans-le-Ferroux |
| Vellexon-Queutrey-et-Vaudey | Fresne-Saint-Mamès      | La Romaine                       |

### Climat
Pour des articles plus généraux, voir Climat de la Bourgogne-Franche-Comté et Climat de la Haute-Saône.
En 2010, le climat de la commune est de type climat des marges montargnardes, selon une étude du Centre national de la recherche scientifique s'appuyant sur une série de données couvrant la période 1971-2000. En 2020, Météo-France publie une typologie des climats de la France métropolitaine dans laquelle la commune est exposée à un climat semi-continental et est dans la région climatique  Lorraine, plateau de Langres, Morvan, caractérisée par un hiver rude (1,5 °C), des vents modérés et des brouillards fréquents en automne et hiver. 
Pour la période 1971-2000, la température annuelle moyenne est de 10,2 °C, avec une amplitude thermique annuelle de 17,3 °C. Le cumul annuel moyen de précipitations est de 976 mm, avec 13,2 jours de précipitations en janvier et 9,6 jours en juillet. Pour la période 1991-2020, la température moyenne annuelle observée sur la station météorologique de Météo-France la plus proche, « Combeaufontaine », sur la commune de Combeaufontaine à 14 km à vol d'oiseau, est de 10,7 °C et le cumul annuel moyen de précipitations est de 1 044,0 mm. 
La température maximale relevée sur cette station est de 41 °C, atteinte le 25 juillet 2019 ; la température minimale est de −26 °C, atteinte le 6 janvier 1985,,. 
Les paramètres climatiques de la commune ont été estimés pour le milieu du siècle (2041-2070) selon différents scénarios d'émission de gaz à effet de serre à partir des nouvelles projections climatiques de référence DRIAS-2020. Ils sont consultables sur un site dédié publié par Météo-France en novembre 2022.

## Urbanisme

### Typologie
Au 1er janvier 2024, Soing-Cubry-Charentenay est catégorisée commune rurale à habitat dispersé, selon la nouvelle grille communale de densité à sept niveaux définie par l'Insee en 2022.
Elle est située hors unité urbaine. Par ailleurs la commune fait partie de l'aire d'attraction de Vesoul, dont elle est une commune de la couronne,. Cette aire, qui regroupe 158 communes, est catégorisée dans les aires de 50 000 à moins de 200 000 habitants,.

### Occupation des sols
L'occupation des sols de la commune, telle qu'elle ressort de la base de données européenne d’occupation biophysique des sols Corine Land Cover (CLC), est marquée par l'importance des territoires agricoles (63 % en 2018), une proportion sensiblement équivalente à celle de 1990 (63,1 %). La répartition détaillée en 2018 est la suivante : 
forêts (34,8 %), terres arables (33 %), prairies (22,9 %), zones agricoles hétérogènes (7,1 %), zones urbanisées (1,3 %), milieux à végétation arbustive et/ou herbacée (0,9 %). L'évolution de l’occupation des sols de la commune et de ses infrastructures peut être observée sur les différentes représentations cartographiques du territoire : la carte de Cassini (XVIIIe siècle), la carte d'état-major (1820-1866) et les cartes ou photos aériennes de l'IGN pour la période actuelle (1950 à aujourd'hui).

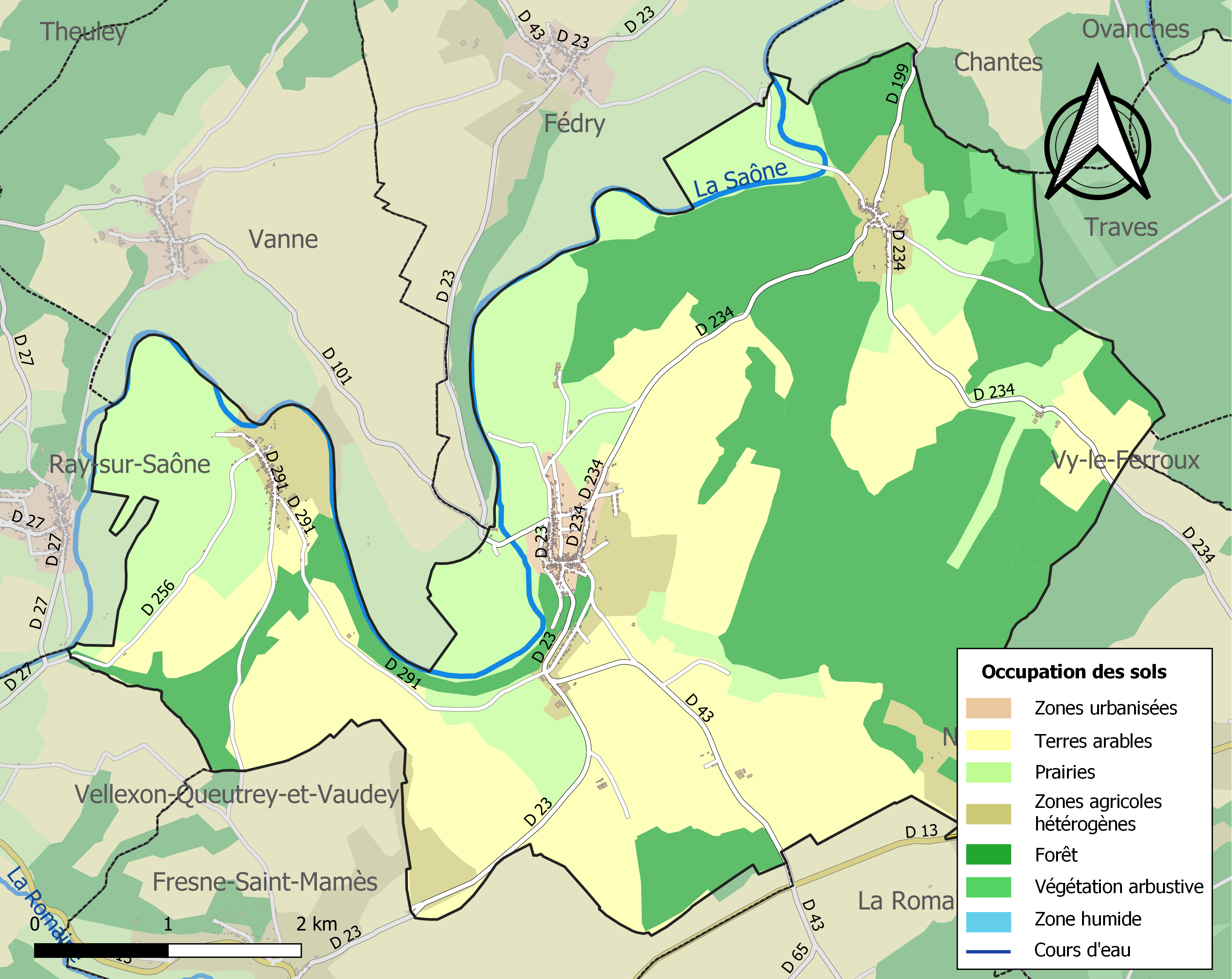
Carte des infrastructures et de l'occupation des sols de la commune en 2018 (CLC).

## Histoire
Soing faisait partie de la seigneurie de Fouvent suzerain des comtes de Bourgogne.
En 1256, Soing passa au sire de Vergy, puis en 1302, au sire de Rupt.
Cubry-lès-Soing dépendait des comtes de Bourgogne.
Charentenay est mentionné en 1242.  
Les hospitaliers de Saint-Jean-de-Jérusalem y étaient installés.
Soing, Charentenay et Cubry-lès-Soing ont fusionné le 31 décembre 1972.

## Politique et administration
La commune fait partie de l'arrondissement de Vesoul du département de la Haute-Saône, en région Bourgogne-Franche-Comté. Pour l'élection des députés, elle dépend de la première circonscription de la Haute-Saône.
Elle faisait partie du canton de Fresne-Saint-Mamès. Dans le cadre du redécoupage cantonal de 2014 en France, la commune est rattachée depuis 2015 au canton de Scey-sur-Saône-et-Saint-Albin.

### Intercommunalité
La commune est membre depuis 2009 de la Communauté de communes des Combes, créée le 31 décembre 1994.

### Liste des maires
| Période                                  | Période                       | Identité                        | Étiquette | Qualité                                                                                 |
| ---------------------------------------- | ----------------------------- | ------------------------------- | --------- | --------------------------------------------------------------------------------------- |
| Les données manquantes sont à compléter. |                               |                                 |           |                                                                                         |
| 1792                                     | 1793                          | Jean Chevalier                  |           |                                                                                         |
| 1793                                     | 1794                          | Jean Metra                      |           |                                                                                         |
| Les données manquantes sont à compléter. |                               |                                 |           |                                                                                         |
| 1798                                     | 1803                          | Claude Barreaux                 |           |                                                                                         |
| 1804                                     | 1806                          | Edme Delbrassine                |           |                                                                                         |
| 1807                                     | 1808                          | François Gros                   |           |                                                                                         |
| 1808                                     | 1809                          | Hyacinthe Muguet-de-Nanthou     |           |                                                                                         |
| 1809                                     | 1811                          | Claude-François Role            |           |                                                                                         |
| 1811                                     | 1814                          | Jean-François Chevalier         |           |                                                                                         |
| 1814                                     | 1816                          | Antoine-François Barreaux       |           |                                                                                         |
| 1817                                     | 1819                          | Jean-François Baulet            |           |                                                                                         |
| 1820                                     | 1822                          | Nicolas Metra                   |           |                                                                                         |
| 1823                                     | 1830                          | Claude-François Rosle           |           |                                                                                         |
| 1830                                     | 1835                          | Jean-Joseph Bourquin            |           |                                                                                         |
| 1835                                     | 1836                          | Nicolas Servet                  |           |                                                                                         |
| 1837                                     | 1843                          | Jean-François-Auguste Mugnier   |           |                                                                                         |
| 1843                                     | 1846                          | Nicolas Servet                  |           |                                                                                         |
| 1846                                     | 1847                          | Claude-François Hugueney        |           |                                                                                         |
| 1848                                     | 1865                          | Jean-Claude Sirot               |           |                                                                                         |
| 1866                                     | 1872                          | Claude-François Chevalier       |           |                                                                                         |
| 1872                                     | 1882                          | Nicolas Nantillet               |           |                                                                                         |
| 1883                                     | 1884                          | Henri-Albert Colard             |           |                                                                                         |
| 1884                                     | 1891                          | Jean-Baptiste Hugueney          |           |                                                                                         |
| 1892                                     | 1898                          | Claude-François-Gustave Courbet |           |                                                                                         |
| 1898                                     | 1919                          | Jean-Baptiste Choulet           |           |                                                                                         |
| 1920                                     | 1924                          | Octave Clerc                    |           |                                                                                         |
| 1925                                     | 1941                          | Octave Vairon                   |           |                                                                                         |
| 1941                                     | 1942                          | Emile Ramondot                  |           |                                                                                         |
| 1942                                     | mai 1945                      | Henri Lenoir                    |           |                                                                                         |
| mai 1945                                 | mars 1949                     | Emile Ramondot                  |           |                                                                                         |
| mars 1949                                | mars 1959                     | Gustave Vairon                  |           |                                                                                         |
| mars 1959                                | mars 1971                     | Albert Vivien                   |           |                                                                                         |
| mars 1971                                | mars 1983                     | André Pourcelot                 |           |                                                                                         |
| mars 1983                                | mars 1994                     | Albert Chenevard                |           |                                                                                         |
| mars 1994                                | mars 2001                     | Robert Aubriet                  |           |                                                                                         |
| mars 2001                                | En cours (au 2 décembre 2020) | Didier Pierre                   |           | Enseignant Vice-président de la CC des Combes (2020 → ) Réélu pour le mandat 2020-2026, |

## Démographie
L'évolution du nombre d'habitants est connue à travers les recensements de la population effectués dans la commune depuis 1793. Pour les communes de moins de 10 000 habitants, une enquête de recensement portant sur toute la population est réalisée tous les cinq ans, les populations de référence des années intermédiaires étant quant à elles estimées par interpolation ou extrapolation. Pour la commune, le premier recensement exhaustif entrant dans le cadre du nouveau dispositif a été réalisé en 2007.

En 2022, la commune comptait 565 habitants, en évolution de +1,44 % par rapport à 2016 (Haute-Saône : −1,4 %, France hors Mayotte : +2,11 %).
| 1793 | 1800 | 1806 | 1821 | 1831 | 1836 | 1841 | 1846 | 1851 |
| ---- | ---- | ---- | ---- | ---- | ---- | ---- | ---- | ---- |
| 720  | 978  | 973  | 902  | 935  | 923  | 926  | 904  | 898  |

| 1856 | 1861 | 1866 | 1872 | 1876 | 1881 | 1886 | 1891 | 1896 |
| ---- | ---- | ---- | ---- | ---- | ---- | ---- | ---- | ---- |
| 741  | 725  | 713  | 650  | 617  | 618  | 590  | 542  | 506  |

| 1901 | 1906 | 1911 | 1921 | 1926 | 1931 | 1936 | 1946 | 1954 |
| ---- | ---- | ---- | ---- | ---- | ---- | ---- | ---- | ---- |
| 502  | 483  | 460  | 380  | 375  | 345  | 362  | 322  | 349  |

| 1962 | 1968 | 1975 | 1982 | 1990 | 1999 | 2006 | 2007 | 2012 |
| ---- | ---- | ---- | ---- | ---- | ---- | ---- | ---- | ---- |
| 306  | 297  | 395  | 434  | 477  | 486  | 452  | 447  | 507  |

| 2017 | 2022 | - | - | - | - | - | - | - |
| ---- | ---- | - | - | - | - | - | - | - |
| 570  | 565  | - | - | - | - | - | - | - |

## Culture locale et patrimoine

### Lieux et monuments
- Une Tour Eiffel, réplique au 1/20e de sa grande sœur parisienne, domine la zone de loisirs de Soing depuis 1992.
- La source des Ormois, dotée de deux bassins ovulaires, servant d’abreuvoir pour le bétail et de lavoir, construits en 1780 sur les plans d'Anatole Amoudru[21].
- Base de loisirs et halte nautique sur la Vieille Saône, bras de la Saône en "cul-de-sac"[22]
- Croix de Soing-Cubry-Charentenay
- Croix des Beaux-Regards

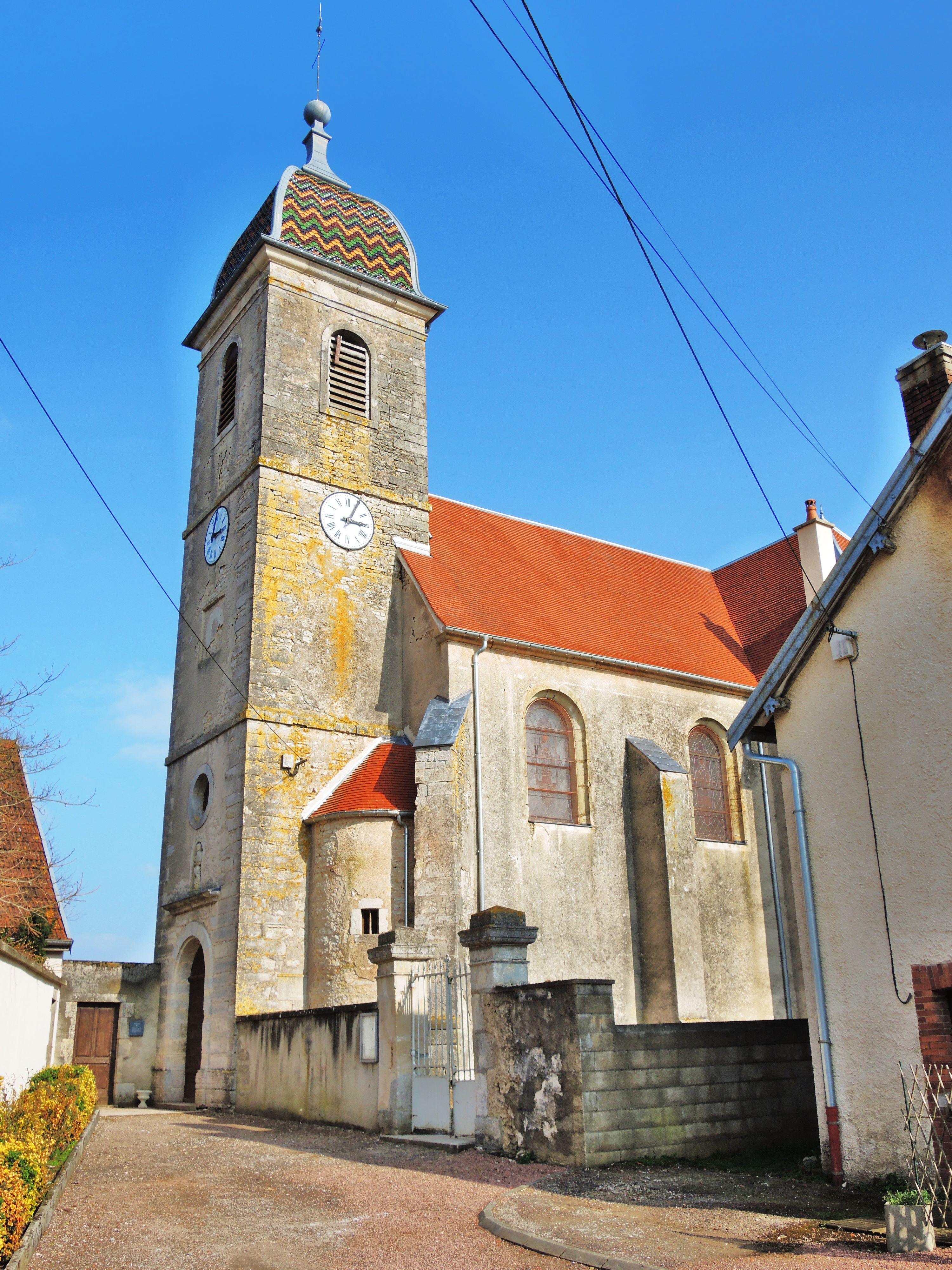
Eglise saint Pierre à Charentenay.
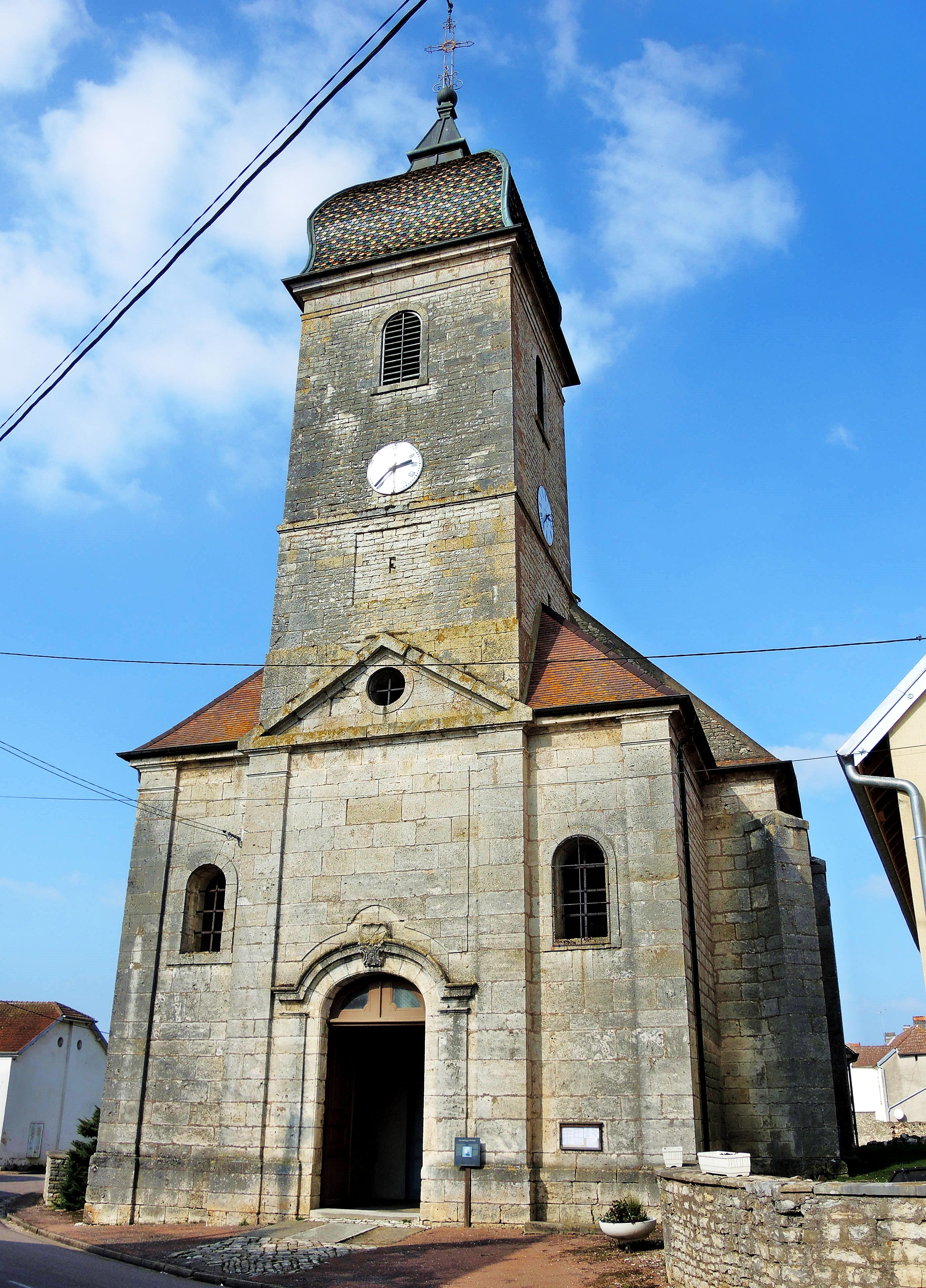
Église saint Ferréol et saint Ferjeux à Soing.
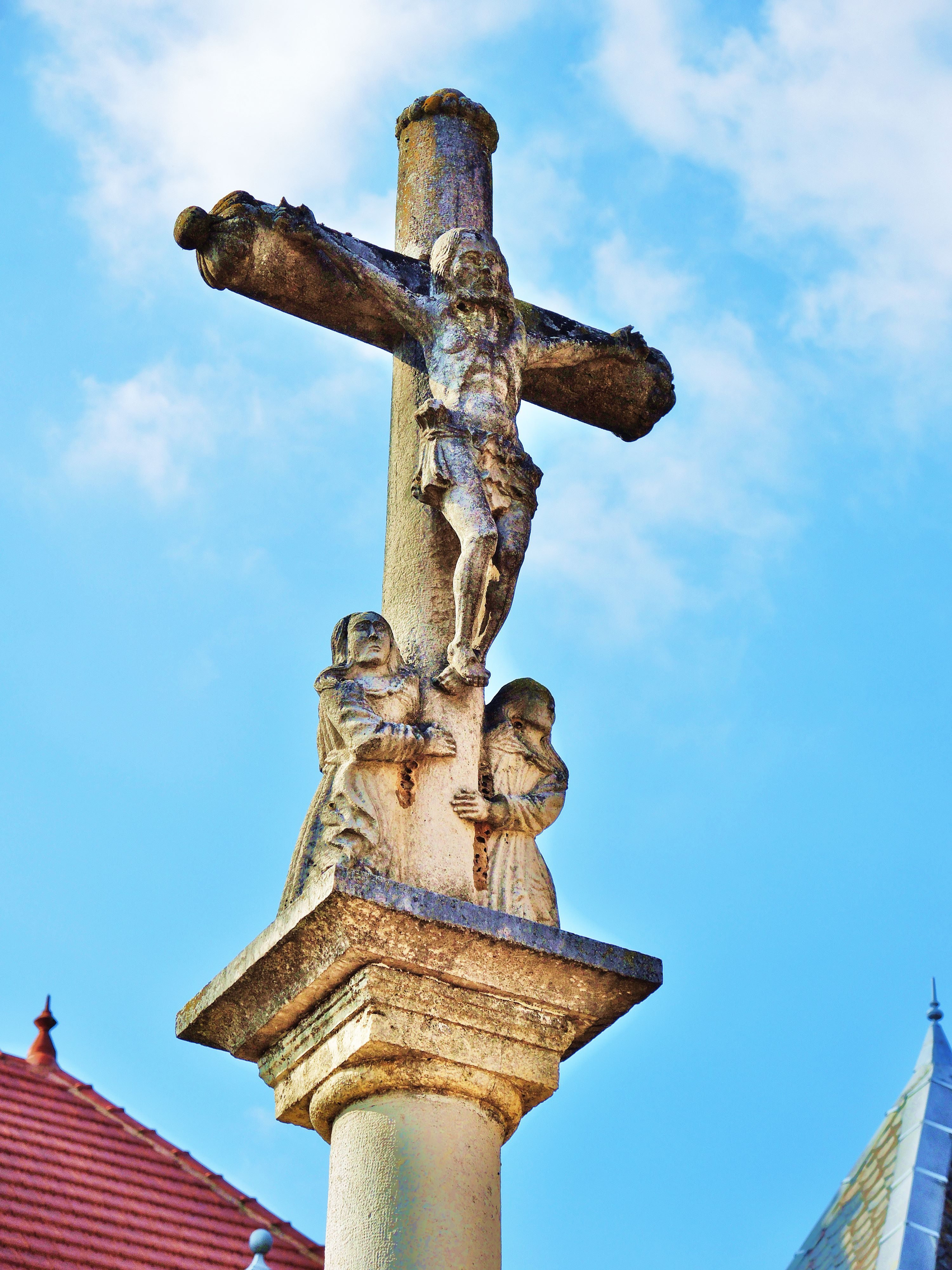
Calvaire devant l'église de Soing.
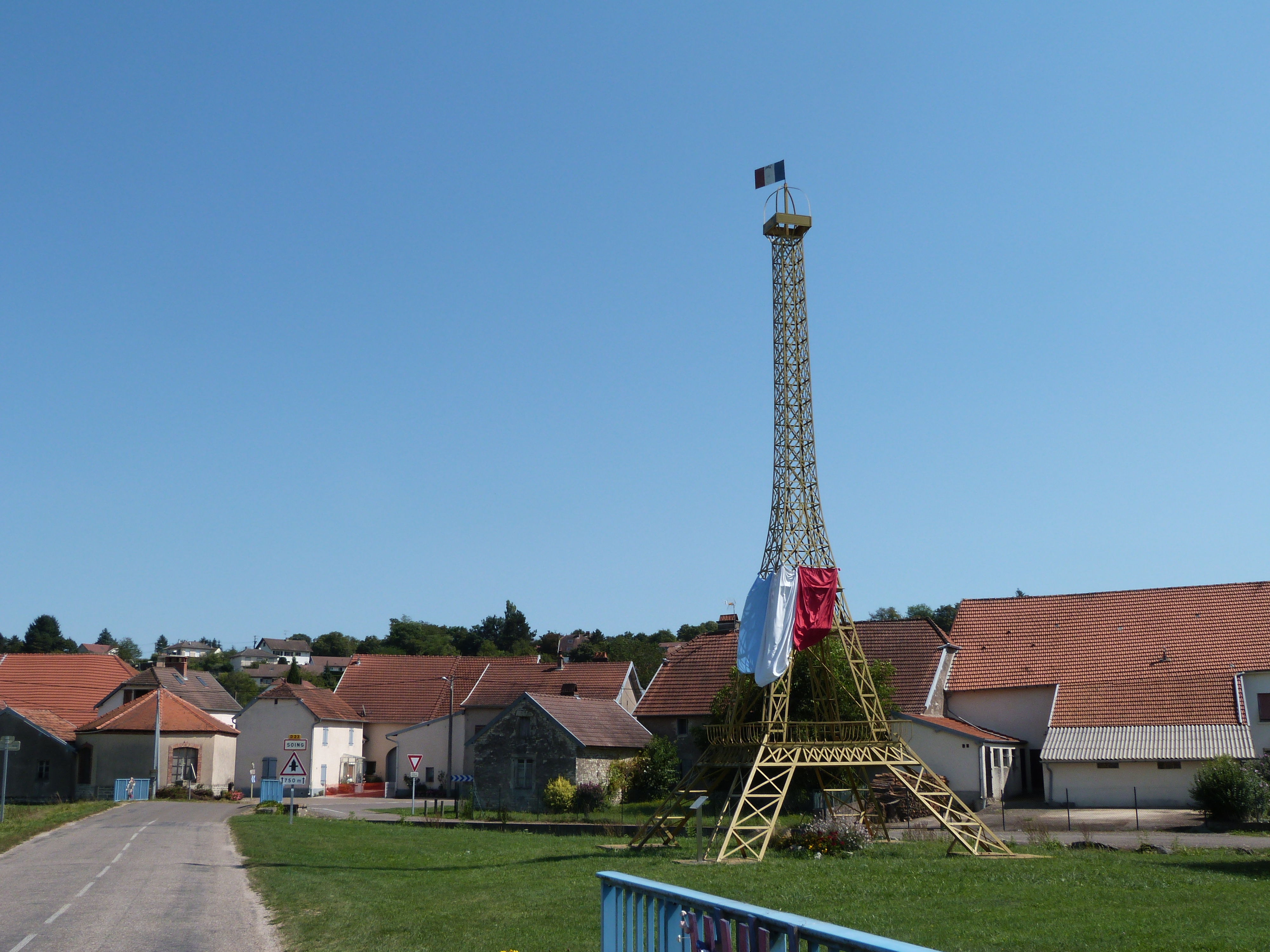
Réplique de la tour Eiffel à Soing

### Personnalités liées à la commune
- François-Félix-Hyacinthe Muguet de Nanthou (1760-1809), député de la Haute-Saône de 1789 à 1791, maire de Soing.
- Laura Glauser née en 1993 est une joueuse internationale française de handball, évoluant au poste de gardienne au Metz Handball, vice-championne olympique aux Jeux olympiques d'été de 2016 (Rio)[23].
- Héraldique

|  | Les armes de la commune se blasonnent ainsi : Parti au 1) de gueules à la bande accompagnée en chef d’une quintefeuille et en pointe d’une croisette tréflée au pied fiché, le tout d’argent ; au 2) d’argent à l’arbre arraché de sinople et aux bêches du champ passées en sautoir brochant sur le fût, au chef de gueules chargé d’une fasce ondée aussi d’argent. |